# Baojun RS-7
Il Baojun RS-7 è un'autovettura prodotta dalla casa automobilistica cinese Baojun dal 2020.

## Descrizione
La vettura, costruita dalla
SAIC-GM-Wuling (SGMW), è un crossover SUV di grandi dimensioni presentato al salone di Chonqing 2017. Tra i modelli Baojun, l'RS-7 è il veicolo più grande del marchio e la sua vendita è limitata al solo mercato cinese.
I modelli a 6 posti presentano una configurazione 2+2+2, mentre le varianti a 7 posti offrono una disposizione 2+2+3 dei sedili. La RS-7 ha altezza da terra di 198 mm misurata a vuoto e di 172 mm quando è completamente carico, con un angolo di attacco di 18 gradi e di 21 gradi d'uscita nella guida in fuoristrada. La RS-7 è spinta da un motore a benzina turbo da 1,5 litri a quattro cilindri in linea che produce 175 CV cavalli di potenza, che vengono scaricati a terra da una trasmissione automatica e dalla sola trazione anteriore.